# Skævinge
Skævinge es una localidad situada en el municipio de Hillerød, en la región Capital (Dinamarca), con una población en 2012 de unos 2555 habitantes.
Se encuentra ubicada al norte de la isla de Selandia, a poca distancia al noroeste de Copenhague, la capital del país.